# Mário Augusto Santos
Mário Augusto Santos (* 3. März 1936 in San Francisco) ist ein ehemaliger brasilianischer Diplomat.

## Leben
Mário Augusto Santos ist der Sohn von Catarina Ana Santos und Mário Santos. Er studierte Rechtswissenschaft an der Universidade Federal do Rio de Janeiro. Seit 1959 diente er als Assistent in der Abteilung Wirtschaft des Itamaraty genannten brasilianischen Außenministeriums und war im Anschluss daran bis 1990 auf Auslandsposten in Washington, D.C., Warschau, Asunción, Canberra, Bonn und Den Haag. Anschließend wurde Santos bis 1992 als Botschafter in Windhoek, Namibia, von 1995 bis 1998 in Nairobi, Kenia und schließlich bis 2001 in Brasilien in Kiew eingesetzt.